# Stone Cold Crazy
«Stone Cold Crazy» — песня британской рок-группы Queen с альбома Sheer Heart Attack. Вышла 8 ноября 1974 года. Изначально была написана Фредди Меркьюри во время его участия в группе IBEX/Wreckage, но затем была доработана всеми участниками группы Queen. Это одна из самых «скоростных» песен группы и один из первых образцов зарождения трэш-метала, сыгравший важную роль в становлении его как жанра. Вероятно, изначально песня была не такой быстрой.
Несмотря на то, что песня никогда не выходила на сингле, она неоднократно входила в различные сборники, наиболее значимыми являются Queen Rocks (аудио и видео) и Stone Cold Classics.
В композиции поётся о человеке, которому снится, что он — гангстер Аль Капоне, большая часть текста имеет иронический оттенок, смешивая реальную жизнь и гангстерские фантазии героя.
В ходе пятой сессии Queen для BBC 16 октября 1974 года была записана альтернативная версия песни: поверх старых инструментальных партий были записаны новые вокальные партии, в целом довольно схоже с альбомной версией. Продолжительность — 02:14.
Концертная запись песни с концерта в Rainbow от декабря 1974 года была выпущена в 1989 году в качестве стороны «Б» сингла «The Miracle».
В 1991 году в ходе переиздания всех альбомов Queen компанией Hollywood Records был создан ремикс этой композиции, вошедший на переиздание в качестве бонус-трека. Он отличается от оригинала добавлением некоторой дополнительной перкуссии.
В 1992 году Трент Резнор, продюсер бонус-ремикса, выпустил собственный ремикс, известный как «Stone Cold Crazy Re-produced by Trent Reznor». Эта версия имеет электронный ритм, более тяжёлые ударные, а также репризу, отсутствующую в альбомной версии. Также в начало и в конец были добавлены дополнительные записи из реплик членов группы в студии во время записи оригинальной версии.

## Кавер-версии
«Stone Cold Crazy» неоднократно исполнялась различными исполнителями трэш-метала, наиболее известна версия американской группы Metallica, она была выпущена в качестве стороны «Б» сингла «Enter Sandman»; и получила «Грэмми» в номинации «Лучшее метал-исполнение», в 1991 году. На концерте памяти Фредди Меркьюри в 1992 году эту песню пел Джэймс Хэтфилд вместе с Queen и Тони Айомми из Black Sabbath.